# Posso pensare a te?
Posso pensare a te? è un album discografico del cantante italiano Marco Armani, pubblicato nel 1991 dalla Fonit Cetra.
L'album è disponibile su long playing, musicassetta e compact disc. Tutti i brani sono stati composti dall'artista stesso assieme a Vanda di Paolo (pseudonimo di Pasquale Panella).

## Tracce

### Lato A
1. Col passar del tempo - 5'05''
2. L'amica innamorata -
3. Tutto l'oro del mondo -
4. Le notti di Casanova -
5. Non è così -

### Lato B
1. C'è una cosa -
2. Resta -
3. Nervoso -
4. Finalmente -
5. Cosa penso -

## Formazione
- Marco Armani – voce
- Franco Vinci – chitarra
- Massimo Idà – tastiera
- Marcello Surace – batteria
- Mike Applebaum – tromba
- Eric Daniel – sax alto, sassofono soprano
- Simona Pirone, Gayle Berry – cori